# Lars Vilks
Lars Endel Roger Vilks (født 20. juni 1946, død 3. oktober 2021) var en svensk kunstner og kunstprofessor. Han var senest mest kendt for sin Muhammedtegning, der blev bragt i Nerikes Allehanda i 2007. Tegningen forestillede Muhammed som "rondellhund". Tegningen gav anledning til protester fra visse muslimske kredse, og Vilks modtog dødstrusler på grund af tegningen. En email med forbindelse til eksplosionerne i Stockholm den 11. december 2010 henviste til Vilks.
Tidligere var Vilks blevet kendt for sine to installationer Nimis og Arx, der er opstillet i Vilks selvudråbte mikronation Ladonia på Kullen.
Lars Vilks omkom søndag den 3. oktober 2021 i en trafikulykke på motorvejen E4 i Sydsverige. På et pressemøde mandag den 4. oktober 2021 fortalte politiet, at der ikke er tegn på, at der er tale om en forbrydelse eller en forsætlig handling. I ulykken omkom også to politibetjente.

## Angreb på debatmøde
Under et debatmøde med overskriften Kunst, Blasfemi og Ytringsfrihed arrangeret af Lars Vilks Komiteen, der har til formål at arrangere møder med den svenske muhammedtegner Lars Vilks den 14. februar 2015, blev der skudt med et automatvåben ind gennem glasvinduet til foyeren i kulturhuset Krudttønden i København. På mødet deltog den franske ambassadør. En person blev dræbt under skyderiet, og tre betjente sårede, men hverken Vilks eller den franske ambassadør blev ramt.

## Galleri
- Lars Vilks 2012, Nimis 30-års jubilæum.
- Dalonien (2004–2016) Dalslands kunstmuseum.
- Waaaall 1998.
- Laglydighetens gång 2000 Jönköping.
- Hesperidernas trädgård 2006.
- Nimis 2002.
- Arx i Ladonien.